# Aceratoneuromyia indica
Aceratoneuromyia indica är en stekelart som först beskrevs av Filippo Silvestri 1910.  Aceratoneuromyia indica ingår i släktet Aceratoneuromyia och familjen finglanssteklar. Inga underarter finns listade i Catalogue of Life.